# Zhang Xiuyun
Zhang Xiuyun (chiń. 张秀云; ur. 25 lutego 1976 w Wuhai) – chińska wioślarka, reprezentantka Chin w wioślarskiej jedynce podczas Letnich Igrzysk Olimpijskich w Pekinie.

## Osiągnięcia
- Mistrzostwa Świata – Račice 1993 – czwórka podwójna – 1. miejsce[1].
- Mistrzostwa Świata – Indianapolis 1994 – czwórka podwójna – 2. miejsce[1].
- Mistrzostwa Świata – Tampere 1995 – czwórka podwójna – 7. miejsce[1].
- Mistrzostwa Świata – Tampere 1995 – dwójka podwójna – 5. miejsce[1].
- Igrzyska Olimpijskie – Atlanta 1996 – czwórka podwójna – 5. miejsce[1].
- Igrzyska Olimpijskie – Atlanta 1996 – dwójka podwójna – 2. miejsce[1].
- Mistrzostwa Świata – Kolonia 1998 – czwórka podwójna – 4. miejsce[1].
- Mistrzostwa Świata – Kolonia 1998 – dwójka podwójna – 6. miejsce[1].
- Mistrzostwa Świata – St. Catharines 1999 – czwórka podwójna – 5. miejsce[1].
- Mistrzostwa Świata – St. Catharines 1999 – dwójka podwójna – 2. miejsce[1].
- Mistrzostwa Świata – Sewilla 2002 – jedynka – 4. miejsce[1].
- Mistrzostwa Świata – Mediolan 2003 – jedynka – 5. miejsce[1].
- Mistrzostwa Świata – Monachium 2007 – jedynka – 5. miejsce[1].
- Igrzyska Olimpijskie – Pekin 2008 – jedynka – 4. miejsce[1].
- Mistrzostwa Świata – Poznań 2009 – jedynka – 5. miejsce[1].